# Sonoharjo
Sonoharjo is een bestuurslaag in het regentschap Wonogiri van de provincie Midden-Java, Indonesië. Sonoharjo telt 4644 inwoners (volkstelling 2010).